# Eparchia del Cairo dei Caldei
L'eparchia del Cairo dei Caldei (in latino Eparchia Cahirensis Chaldaeorum) è una sede della Chiesa cattolica caldea in Egitto. Nel 2021 contava 1.040 battezzati. La sede è vacante.

## Territorio
L'eparchia estende la sua giurisdizione sui fedeli della Chiesa cattolica caldea dell'Egitto.
Sede eparchiale è la città del Cairo, dove si trova la cattedrale di Nostra Signora di Fatima.
Il territorio è suddiviso in 3 parrocchie.

## Storia
La presenza cattolica-caldea in Egitto ebbe inizio nella seconda metà dell'Ottocento, quando circa 150 famiglie si trasferirono dall'Iraq, dall'Iran e dall'Anatolia verso l'Egitto. Inizialmente furono affidati alle cure pastorali della Chiesa latina, finché nel 1890 il patriarca caldeo Eliya XIV Abulyonan eresse un vicariato patriarcale: primo vicario fu il sacerdote Petros Abed. Nel 1896 erano censiti 200 fedeli caldei, divenuti 400 nel 1914.
Grazie alla donazione di una benefattrice irachena, nel 1891, alla presenza del patriarca, fu iniziata la costruzione della prima chiesa caldea in Egitto, nel distretto cairota di Faggala, consacrata nel 1893 e dedicata a Sant'Antonio abate. Nel 1941 il patriarca Yosep VII Ghanima pose la prima pietra di una nuova chiesa, nel quartiere di Eliopoli; il 13 maggio 1953 questa chiesa, dedicata a Nostra Signora di Fatima, fu aperta al culto e da questo momento i vicari patriarcali trasferirono la loro sede da Faggala a Eliopoli.
Il 23 aprile 1980 il vicariato patriarcale fu elevato al rango di eparchia con giurisdizione su tutto l'Egitto, e la chiesa di Nostra Signora di Fatima divenne cattedrale della nuova diocesi. Un'altra parrocchia è stata aperta ad Alessandria.
L'eparchia è vacante dal 2010 ed è amministrata da vicari patriarcali.

## Cronotassi dei vescovi
Si omettono i periodi di sede vacante non superiori ai 2 anni o non storicamente accertati.
- Ephrem Bédé † (23 aprile 1980 - 18 gennaio 1984 deceduto)
- Youssef Ibrahim Sarraf † (6 febbraio 1984 - 31 dicembre 2009 deceduto)
  - Sede vacante (dal 2010)

## Statistiche
L'eparchia nel 2021 contava 1.040 battezzati.
| anno | popolazione | popolazione | popolazione | presbiteri | presbiteri | presbiteri | presbiteri                | diaconi | religiosi | religiosi | parrocchie |
| anno | battezzati  | totale      | %           | numero     | secolari   | regolari   | battezzati per presbitero | diaconi | uomini    | donne     | parrocchie |
| ---- | ----------- | ----------- | ----------- | ---------- | ---------- | ---------- | ------------------------- | ------- | --------- | --------- | ---------- |
| 1980 | 650         | ?           | ?           | 2          | 2          |            | 325                       |         |           |           | 8          |
| 1990 | 500         | ?           | ?           | 1          | 1          |            | 500                       |         |           |           | 2          |
| 1999 | 500         | ?           | ?           | 2          | 1          | 1          | 250                       |         | 1         | 8         | 2          |
| 2000 | 500         | ?           | ?           | 2          | 1          | 1          | 250                       |         | 1         | 8         | 2          |
| 2001 | 500         | ?           | ?           | 2          | 1          | 1          | 250                       |         | 1         | 8         | 2          |
| 2002 | 500         | ?           | ?           | 2          | 1          | 1          | 250                       |         | 1         | 8         | 2          |
| 2003 | 500         | ?           | ?           | 2          | 1          | 1          | 250                       |         | 1         | 8         | 2          |
| 2004 | 500         | ?           | ?           | 2          | 1          | 1          | 250                       |         | 1         | 8         | 2          |
| 2009 | 500         | ?           | ?           | 2          | 1          | 1          | 250                       |         | 1         | 13        | 2          |
| 2013 | 3.000       | ?           | ?           | 5          | 4          | 1          | 600                       |         | 1         | 13        | 3          |
| 2014 | 2.000       | ?           | ?           | 5          | 2          | 3          | 400                       |         | 3         | 3         | 3          |
| 2019 | 1.000       | ?           | ?           | 4          | 2          | 2          | 250                       |         | 2         |           | 3          |
| 2021 | 1.040       | ?           | ?           | 3          | 1          | 2          | 346                       |         | 3         | 1         | 3          |